# Topographia Galliæ
Topographia Galliae, édité entre 1655 et 1661 est un livre écrit en allemand illustré de nombreuses planches qui décrit la France d'Ancien Régime. Il est édité par Caspar Merian et l'auteur est Martin Zeiller à Francfort.

## Volumes
- (de + la) Topographia Galliæ, Francfort, Caspar Merian, 1655-1661, 1re éd. (13 tomes)[1]
  - Topographia Galliae, vol. 1, 1655 (lire en ligne)
    - contient: Paris, Île-de-France; index

  - Die fürnehmste und bekantiste Stätte und Plätze in der Provinc Picardiae, vol. 2, 1656 (lire en ligne)
    - contient: Picardie; index

  - Die fürnehmste und bekandiste Stätte und Plätze in der Provinc Champagne und Brie, vol. 3, 1656 (lire en ligne)
  - Die fürnehmste vnd bekantiste Stätte vnd Plätze von Burgund Bresse. Nivernois vnd Dombes, vol. 4, 1656
  - Die fürnehmste vnd bekantiste Stätte vnd Plätze in den Ländern. Lyonnois. Forests. Beaviolois, vnd Bovrbonnois, vol. 5, 1657
    - contient: Lyon, etc.

  - Die fürnehmste vnd bekantiste Stätte, vndt Plätze in den Ländern. Berry, Avergne. vnd Limosin, vol. 6, 1657
  - Die fürnehmste vnd bekantiste Stätte vnd Plätze in der Provinc Beavsse, Chartrain. l Angov le Maine. le Perche. Vandosme. le Blaisois. Dvnois. la Tovraine. l'Orleanois. Poictov. l'Avnis. vnd l'Angovmois, Abhandlent, vol. 7, 1657
    - contient: Chartres, Orléans, etc.; index

  - Die fürnehmste vnd bekantiste Stätte vnd Plätze in dem Hertzogthumb Normandie, vol. 8, 1657
  - Der Oerter Beschreibung in dem Hochlöblichen Königreich Franckreich/ Der Neundte Theil. Darinn Von dem Hertzogthum Bretaigne, oder dem Kleinern Britannien, in Franckreich gelegen, vol. 9, 1661
  - Die fürnehmste und bekannteste Städte und Plätze in Guienne, Guascoigne, Saintonge, Bearn, und andern herumbligenden/ als/ Perigord, l'Agenois, &c., vol. 10, 1661
    - contient: Bayonne, Bordeaux, etc.; index

  - Die fürnehmste und bekanteste Stätte und Plätze in Languedoc, Albigeois, Foix, Giuaudan, Lauraguez, Velay, Vivarez, Quercy, und Roüergue, vol. 11, 1661 (lire en ligne)
    - contient: Montpelier, Toulouse, etc.

  - Die Provantz, oder la Provence, sambt der anstossenden Graffschafft Venaiscin, Venissy, oder d'Avignon, und das Fürstenthumb von Oranges, vol. 12, 1661 (lire en ligne)
    - contient: Avignon, etc.

  - Das Land Dauphiné, oder das Delphinat, vol. 13, 1661 (lire en ligne)
    - contient: Grenoble, etc.

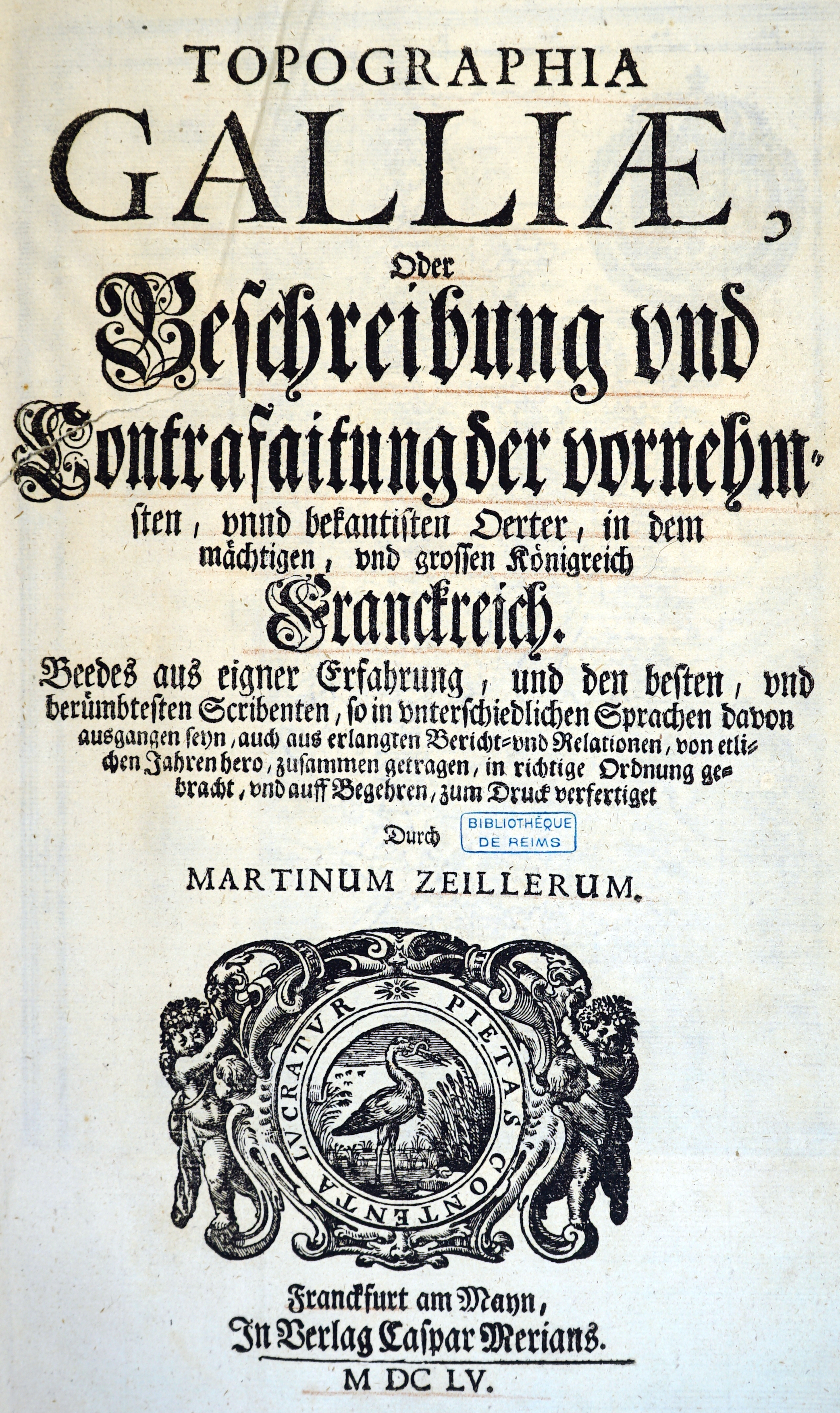
Titre
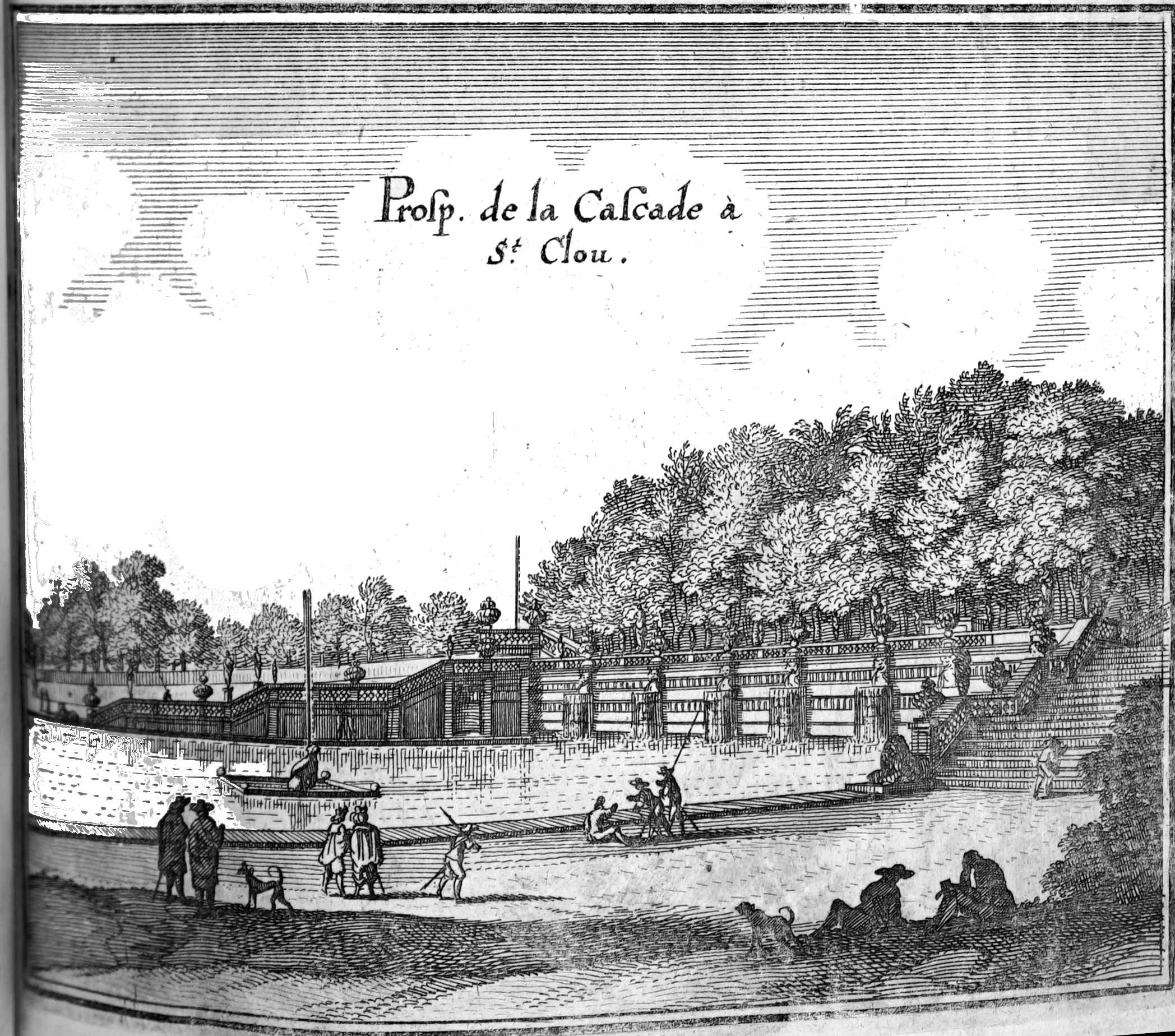
Château de Saint-Cloud
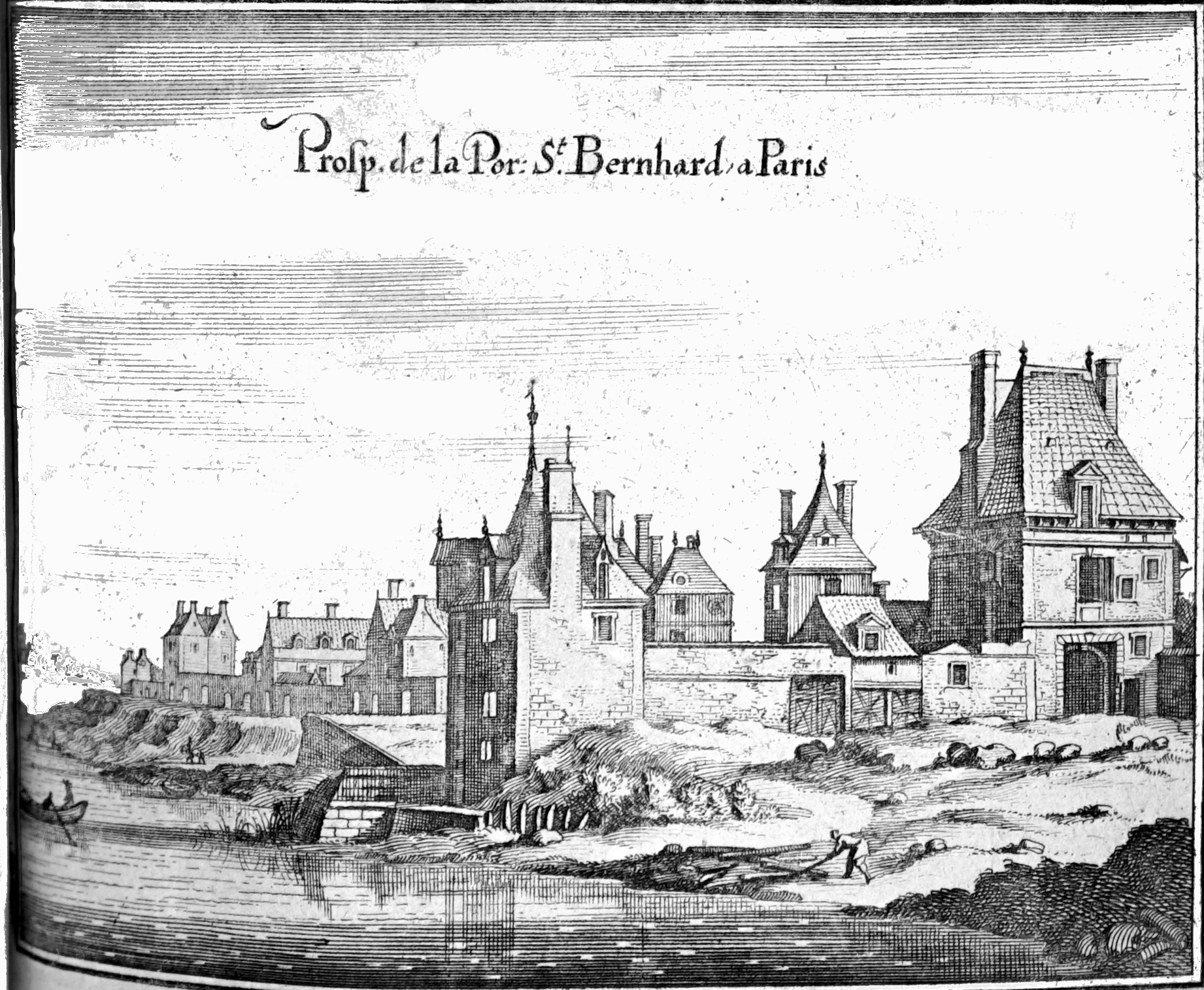
Porte Saint-Bernard
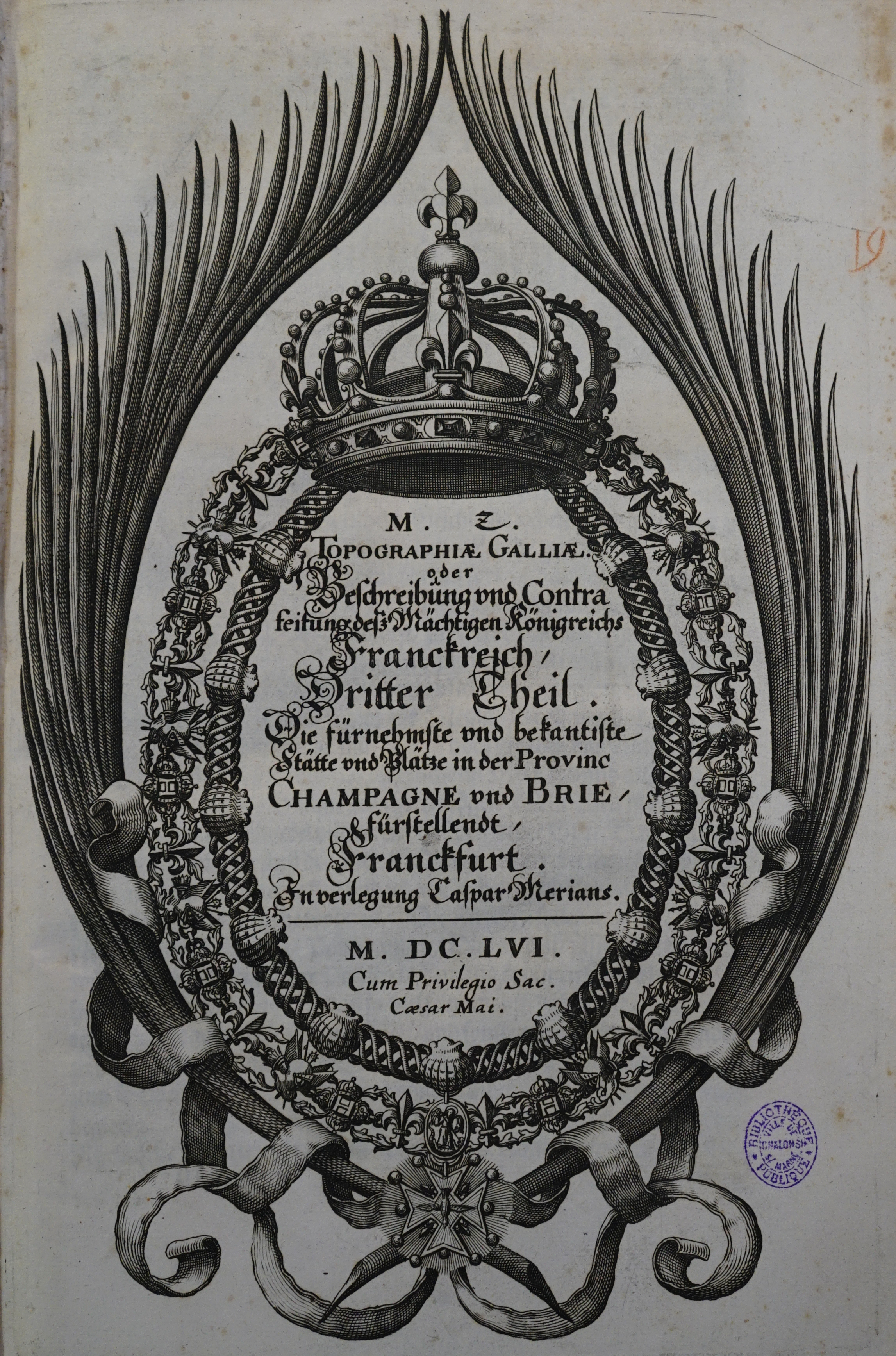
Champagne